# Windy Cantika Aisah
Windy Cantika Aisah, née le 11 juin 2002 à Bandung (Indonésie), est une haltérophile indonésienne. En 2021, elle remporte la médaille de bronze en moins de 49 kg aux Jeux olympiques d'été de 2020.

## Carrière
Elle est médaillée d'or au total aux Jeux d'Asie du Sud-Est de 2019 à Manille puis médaillée de bronze à l'arraché aux Championnats d'Asie d'haltérophilie 2020 (en) à Tachkent dans la catégorie des moins de 49 kg.
Aux Jeux olympiques d'été de 2020, elle remporte la médaille de bronze dans la catégorie des moins de 49 kg.

## Famille
Elle est la fille de l'haltérophile Siti Aisah.